# Цемуль
Цему́ль (исп. Dzemul) — город в Мексике, штате Юкатан, административный центр одноимённого муниципалитета. По данным переписи 2005 года, численность населения составляла 3 062 человека.
Название Dzemul с майяских языков можно перевести как разрушенный холм.